# Nit (jednotka)
Nit (značka nt) je odvozená fyzikální jednotka jasu, jehož svítivost na 1 čtverečný metr zdánlivé plochy zdroje je 1 kandela, přičemž zdánlivou plochou se rozumí velikost průmětu skutečné plochy do roviny kolmé ke směru záření. Nit není jednotkou soustavy SI.

## Převody
| kandela na m2      | cd/m2 | 1 nit = 1 kandela na m2      |
| apostilb (blondel) | asb   | 1 nit = π apostilb (blondel) |
| foot·lambert       | ft-L  | 1 nit = 0,296 foot·lambert   |
| lambert            | La    | 1 nit = π × 10−4 lambert     |
| nit                | nt    | 1 nit = 1 nit                |
| skot               |       | 1 nit = 0,031 skot           |
| stilb              | sb    | 1 nit = 1,000 × 10−4 stilb   |